# Icositetraedru romboidal

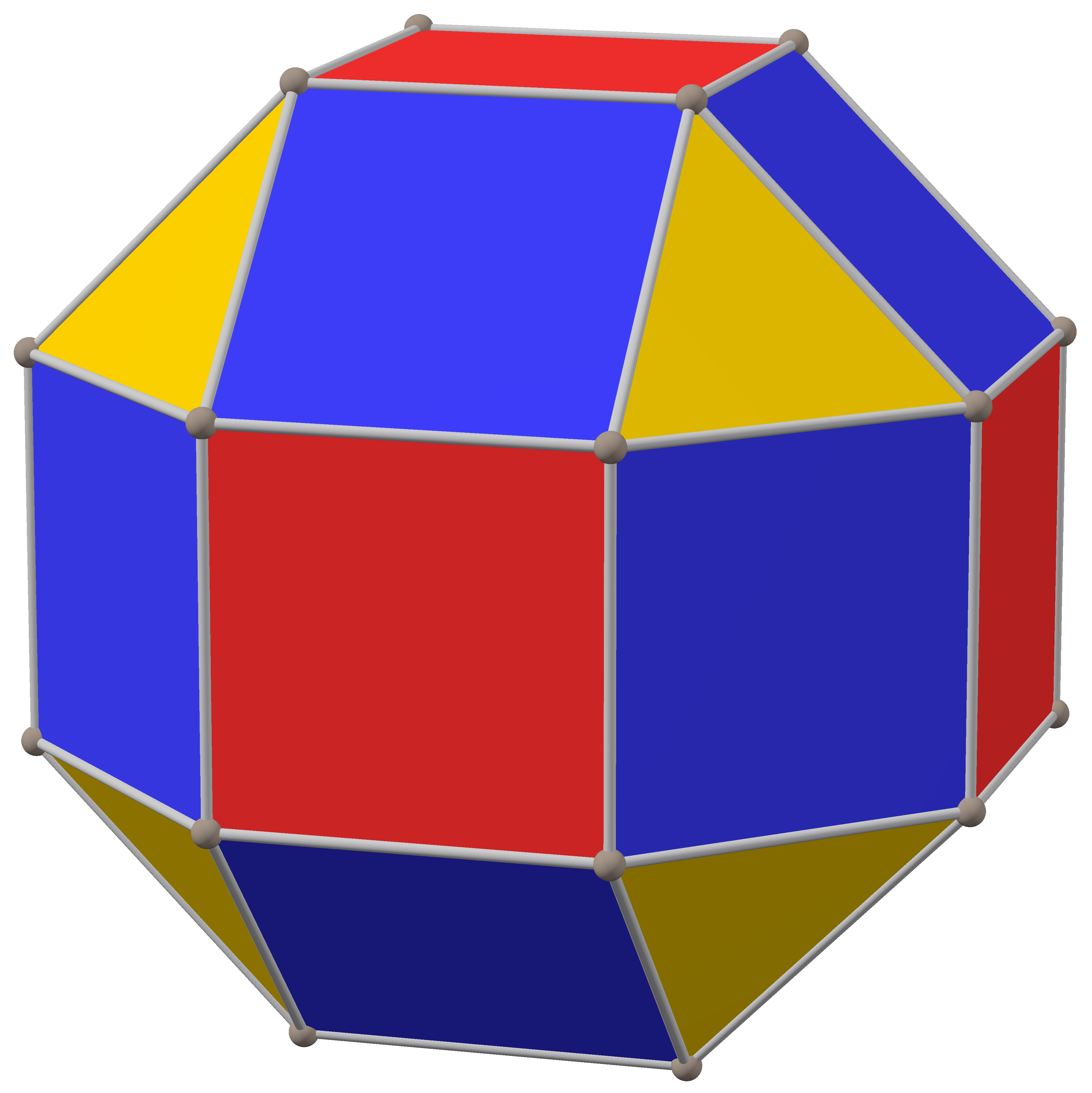
Dual: Rombicuboctaedru

În geometrie un icositetraedru romboidal este un poliedru Catalan cu 24 de fețe. Fiecare poliedru Catalan este dualul unui poliedru arhimedic. Dualul icosaedrului triakis este rombicuboctaedrul. Este tranzitiv pe fețe. 

## Coordonate carteziene
Coordonatele carteziene ale vârfurilor unui icositetraedru romboidal centrat în origine sunt:
- (±1, 0, 0), (0, ±1, 0), (0, 0, ±1)
- (0, ±1/2√2, ±1/2√2), (±1/2√2, 0, ±1/2√2), (±1/2√2, ±1/2√2, 0)
- (±(2√2+1)/7, ±(2√2+1)/7, ±(2√2+1)/7)

Laturile lungi ale acestui icosaedru deltoidal au lungimea √(2-√2) ≈ 0,765367.

## Dimensiuni
Cele 24 de fețe sunt romboizi. Raportul dintre lungimile laturilor scurte și lungi este 1:(2 − 1/√2) ≈ 1:1,292893...
Dacă lungimea laturii scurte este a, aria și volumul sunt
{\displaystyle {\begin{aligned}A&=6{\sqrt {29-2{\sqrt {2}}}}\,a^{2}\approx 30,694\,895\,724\,a^{2}\\V&={\sqrt {122+71{\sqrt {2}}}}\,a^{3}\approx 14,913\,388\,714\,a^{3}\end{aligned}}}
Romboizii au trei unghiuri ascuțite egale de {\displaystyle \arccos({\frac {1}{2}}-{\frac {1}{4}}{\sqrt {2}})\approx 81,578\,941\,882\,85^{\circ }} și unul obtuz (între laturile scurte ale romboidului) de {\displaystyle \arccos(-{\frac {1}{4}}-{\frac {1}{8}}{\sqrt {2}})\approx 115,263\,174\,354\,45^{\circ }}.

## Proiecții ortogonale
Icositetraedrul romboidal are trei proiecții ortogonale particulare, toate centrate pe vârfuri.
| Simetrie proiectivă | [2] | [4] | [6] |
| Imagini             |     |     |     |
| Imagini duale       |     |     |     |

## Poliedre și pavări înrudite
Proiecția poliedrului pe un cub divide pătratele în sferturi. Proiecția pe un octaedru divide triunghiurile în romboizi. În notația Conway a poliedrelor aceasta reprezintă o operație orto asupra unui cub sau octaedru.
Dualul micului rombicuboctaedru este similar cu dodecaedrul disdyakis (dualul marelui rombicuboctaedru). Principala diferență este că acesta din urmă are și laturi între vârfurile de pe axele de simetrie cu 3 și 4 poziții (între vârfurile galbene și roșii din imaginile de mai jos).
|                          |                      |                   |           |
| icositetraedru romboidal | Dodecaedru disdiakis | Dodecaedru diakis | Tetartoid |

Icositetraedrul romboidal face parte dintr-o familie de duale ale poliedrelor uniforme legate de cub și octaedrul regulat.
Când sunt proiectate pe o sferă se poate observa că laturile formează imaginea unui compus de cub și octaedru cubul și octaedrul fiind aranjate în pozițiile lor duale. De asemenea, se poate observa că colțurile triple și colțurile cvadruple pot fi făcute să aibă aceeași distanță față de centru. În acest caz, icositetraedrul rezultat nu va mai avea un rombicuboctaedru ca dual, deoarece la rombicuboctaedru centrele pătratelor și triunghiurilor sale sunt la distanțe diferite de centru.
| Poliedre octaedrice uniforme | Poliedre octaedrice uniforme | Poliedre octaedrice uniforme | Poliedre octaedrice uniforme | Poliedre octaedrice uniforme | Poliedre octaedrice uniforme | Poliedre octaedrice uniforme | Poliedre octaedrice uniforme | Poliedre octaedrice uniforme | Poliedre octaedrice uniforme | Poliedre octaedrice uniforme |
| Simetrie: [4,3], (*432)      | Simetrie: [4,3], (*432)      | Simetrie: [4,3], (*432)      | Simetrie: [4,3], (*432)      | Simetrie: [4,3], (*432)      | Simetrie: [4,3], (*432)      | Simetrie: [4,3], (*432)      | [4,3]+ (432)                 | [1+,4,3] = [3,3] (*332)      | [1+,4,3] = [3,3] (*332)      | [3+,4] (3*2)                 |
| ---------------------------- | ---------------------------- | ---------------------------- | ---------------------------- | ---------------------------- | ---------------------------- | ---------------------------- | ---------------------------- | ---------------------------- | ---------------------------- | ---------------------------- |
| {4,3}                        | t{4,3}                       | r{4,3} r{31,1}               | t{3,4} t{31,1}               | {3,4} {31,1}                 | rr{4,3} s2{3,4}              | tr{4,3}                      | sr{4,3}                      | h{4,3} {3,3}                 | h2{4,3} t{3,3}               | s{3,4} s{31,1}               |
|                              |                              |                              |                              |                              |                              |                              |                              |                              |                              |                              |
|                              |                              | · =                          | · =                          | · =                          |                              |                              |                              | = · sau                      | = · sau                      | = ·                          |
|                              |                              |                              |                              |                              |                              |                              |                              |                              |                              |                              |
| Dualele celor de mai sus     |                              |                              |                              |                              |                              |                              |                              |                              |                              |                              |
| V43                          | V3.82                        | V(3.4)2                      | V4.62                        | V34                          | V3.43                        | V4.6.8                       | V34.4                        | V33                          | V3.62                        | V35                          |
|                              |                              |                              |                              |                              |                              |                              |                              |                              |                              |                              |
|                              |                              |                              |                              |                              |                              |                              |                              |                              |                              |                              |
|                              |                              |                              |                              |                              |                              |                              |                              |                              |                              |                              |

Din punct de vedere topologic acest poliedru face parte din secvența de poliedre romboidale cu figura feței (V3.4.n.4) și continuă cu pavări ale planului hiperbolic. Aceste figuri tranzitive pe fețe au simetrie de reflexie (*n32) în notația orbifold.
| Simetrie *n32 [n,3] | Sferice    | Sferice    | Sferice    | Sferice    | Euclid.    | Hiperb. compacte | Hiperb. compacte | Paracomp.  |
| Simetrie *n32 [n,3] | *232 [2,3] | *332 [3,3] | *432 [4,3] | *532 [5,3] | *632 [6,3] | *732 [7,3]       | *832 [8,3]...    | *∞32 [∞,3] |
| ------------------- | ---------- | ---------- | ---------- | ---------- | ---------- | ---------------- | ---------------- | ---------- |
| Config. feței       | V3.4.2.4   | V3.4.3.4   | V3.4.4.4   | V3.4.5.4   | V3.4.6.4   | V3.4.7.4         | V3.4.8.4         | V3.4.∞.4   |

### Dodecaedrul diakis
O variantă cu simetrie piritoedrică se numește dodecaedru diakis sau diploid. Este comun în cristalografie.

### Stelare
Marele octaedru triakis este o stelare a icositetraedrului romboidal.